# Gianni Borgna
Gianni Borgna (Roma, 13 de junio de 1947-Roma, 20 de febrero de 2014) fue un crítico musical, ensayista, académico y político italiano.

## Biografía
Licenciado en Filosofía en la Universidad de Roma La Sapienza, fue profesor en la misma de Historia y Crítica de Cine y ocupó la cátedra de Sociología de la Música en la Universidad de Roma Tor Vergata hasta 2009. Miembro del Partido Comunista fue consejero de cultura del Ayuntamiento de Roma en las juntas de los alcaldes Francesco Rutelli y Walter Veltroni.
En el ámbito artístico, fue asesor de la Bienal de Venecia y presidente del nuevo Auditorio Parco della Musica. Fue autor de ensayos fundamentales sobre historia de la música popular en Italia (Storia della canzone italiana, Il tempo della musica, L'Italia di San Remo), Roma y su vida cultural contemporánea (Dal piacere alla dolce vita, con Antonio Debenedetti) y de la juventud (Il mito della giovinezza). Sobre Pier Paolo Pasolini escribió, con Carlo Lucarelli, Così morì Pasolini y, con Adalberto Baldoni, Una lunga incomprensione. Pasolini tra destra e sinistra y fue comisario artístico, entre otras, de la Exposición Internacional Pasolini-Roma que se desarrolló de 2013 a 2015 en el CCCB Barcelona, la Cinémathèque française, en el Palazzo delle Esposizioni de Roma, el Martin-Gropius-Bau de Berlín y en el Museo San Telmo de San Sebastián.
Fue galardonado con la Orden Nacional del Mérito de la República Francesa en 2006 y la Orden del Mérito de la República Italiana en 2008.
Falleció en Roma el 20 de febrero de 2014.